# Хвойное (Тонкинский район)
Хвойное — деревня в Тонкинском районе Нижегородской области. Входит в сельское поселение Большесодомовский сельсовет.

## География
Находится на расстоянии примерно 20 километров по прямой на юго-запад от районного центра поселка Тонкино.

## История
В починке (ныне деревня) в 1916 году учтено было хозяйств 36 и жителей 185. В период коллективизации создан колхоз «Рабочий гудок». Обезлюдела в 1990-е годы . 

## Население
Постоянное население  составляло 10 человек (русские 100%) в 2002 году, 1 в 2010 .